# Fredsloppet (cykel)
Fredsloppet (tyska: Friedensfahrt, tjeckiska: Závod míru, slovakiska: Preteky mieru, ryska: Велогонка Мира (Velogonka Mira), polska: Wyścig Pokoju [ˈvɨɕt͡ɕik pɔˈkɔju], franska: Course de la Paix, italienska: Corsa della Pace, rumänska: Cursa Păcii) var en cykeltävling i Centraleuropa, som cyklades årligen mellan 1948 och 2006. Tävlingen var fram till Östblockets sammanbrott det största etapploppet för amatörer. Involverade stater var i början Polen och Tjeckoslovakien, sedan 1952 även Östtyskland och efter 1990 Polen, Tjeckien, Slovakien, Tyskland, Belgien och Österrike, men ofta inte alla under samma år.
Efter kalla krigets slut fick tävlingen stora finansiella problem och därför blev evenemanget inställt år 2005. År 2006 var sista gången som loppet genomfördes.
Etapploppet hölls i maj och tävlingen etablerades som Östblockets motsvarighet till tävlingar som Giro d’Italia, Tour de France och Vuelta a España. Bergsetapperna hade däremot en jämnare profil. Fredsloppet dominerades av östeuropeiska elitcyklister (så kallade statsamatörer). Dessa var på pappret anställda hos ett produktionsföretag eller en polisavdelning medan de i verkligheten enbart ägnade sig åt cykelsporten. Från icke-socialistiska stater deltog enbart amatörer, då professionella cyklister från Västeuropa eller Amerika inte tilläts delta i tävlingen.
Efter 1989 tappade tävlingen allt mer i betydelse och under mitten av 1990-talet ändrades evenemangets status till etapplopp för professionella utövare. Den listas av UCI i mellersta klassen. Tidigare var start och mål i en huvudstad i någon av de nämnda staterna men under senare tid låg dessa punkter vanligtvis i mindre stora städer.

## Peace Race U23
År 2013 återuppstod arrangemanget som Peace Race U23, men i ett annorlunda format som en tävling för nationella lag med cyklister under 23 år. Från 2015 har loppet varit en del av UCI Under 23 Nations' Cup.[källa behövs] Det är den viktigaste tävlingen för cyklister under 23 år.

## Statistik
Några år kördes korta prolog- eller epilogetapper under tävlingen. Dessa visas med P och E i kolumnen etapper.
| År   | Sträcka                              | Längd   | Etapper  | Totalseger               |
| ---- | ------------------------------------ | ------- | -------- | ------------------------ |
| 1948 | Warszawa–Prag                        | 1104 km | 7        | August Prosinek          |
| 1948 | Prag–Warszawa                        | 842 km  | 5        | Alexander Zoric          |
| 1949 | Prag–Warszawa                        | 1259 km | 8        | Jan Vesely               |
| 1950 | Warszawa–Prag                        | 1539 km | 9        | Willi Emborg             |
| 1951 | Prag–Warszawa                        | 1544 km | 9        | Kay Allan Olsen          |
| 1952 | Warszawa–Berlin–Prag                 | 2135 km | 12       | Ian Steel                |
| 1953 | Bratislava–Berlin–Warszawa           | 2231 km | 12       | Christian Pedersen       |
| 1954 | Warszawa–Berlin–Prag                 | 2051 km | 13       | Eluf Dalgaard            |
| 1955 | Prag–Berlin–Warszawa                 | 2214 km | 13       | Gustav-Adolf Schur       |
| 1956 | Warszawa–Berlin–Prag                 | 2212 km | 12       | Stanislaw Krolak         |
| 1957 | Prag–Berlin–Warszawa                 | 2220 km | 12       | Nentscho Christov        |
| 1958 | Warszawa–Berlin–Prag                 | 2210 km | 12       | Piet Damen               |
| 1959 | Berlin–Prag–Warszawa                 | 2057 km | 13       | Gustav-Adolf Schur       |
| 1960 | Prag–Warszawa–Berlin                 | 2290 km | 13       | Erich Hagen              |
| 1961 | Warszawa–Berlin–Prag                 | 2435 km | 13       | Juri Melichov            |
| 1962 | Berlin–Prag–Warszawa                 | 2407 km | 14       | Gainan Saidjusjin        |
| 1963 | Prag–Warszawa–Berlin                 | 2568 km | 15       | Klaus Ampler             |
| 1964 | Warszawa–Berlin–Prag                 | 2246 km | 14       | Jan Smolik               |
| 1965 | Berlin–Prag–Warszawa                 | 2318 km | 15       | Gennadi Lebedjev         |
| 1966 | Prag–Warszawa–Berlin                 | 2340 km | 15       | Bernard Guyot            |
| 1967 | Warszawa–Berlin–Prag                 | 2307 km | 16       | Marcel Maes              |
| 1968 | Berlin–Prag–Warszawa                 | 2352 km | 14       | Axel Peschel             |
| 1969 | Warszawa–Berlin                      | 2036 km | 15       | Jean-Pierre Danguillaume |
| 1970 | Prag–Warszawa–Berlin                 | 1976 km | 15       | Ryszard Szurkowski       |
| 1971 | Warszawa–Berlin–Prag                 | 1895 km | 14       | Ryszard Szurkowski       |
| 1972 | Berlin–Prag–Warszawa                 | 2025 km | 14       | Vlastimil Moravec        |
| 1973 | Prag–Warszawa–Berlin                 | 2076 km | P, 16, E | Ryszard Szurkowski       |
| 1974 | Warszawa–Berlin–Prag                 | 1806 km | 14       | Stanislaw Szozda         |
| 1975 | Berlin–Prag–Warszawa                 | 1915 km | P, 13    | Ryszard Szurkowski       |
| 1976 | Prag–Warszawa–Berlin                 | 1974 km | P, 14    | Hans-Joachim Hartnick    |
| 1977 | Warszawa–Berlin–Prag                 | 1648 km | 13       | Aavo Pikkuus             |
| 1978 | Berlin–Prag–Warszawa                 | 1796 km | P, 12    | Alexander Averin         |
| 1979 | Prag–Warszawa–Berlin                 | 1942 km | P, 14    | Sergej Suchorutjenkov    |
| 1980 | Warszawa–Berlin–Prag                 | 2095 km | P, 14    | Juri Barinov             |
| 1981 | Berlin–Prag–Warszawa                 | 1887 km | P, 14    | Shakhid Zagretdinov      |
| 1982 | Prag–Warszawa–Berlin                 | 1941 km | P, 12    | Olaf Ludwig              |
| 1983 | Warszawa–Berlin–Prag                 | 1899 km | P, 12    | Falk Boden               |
| 1984 | Berlin–Prag–Warszawa                 | 1689 km | P, 11    | Sergej Suchorutjenkov    |
| 1985 | Prag–Moskva–Warszawa–Berlin          | 1712 km | P, 12    | Lech Piasecki            |
| 1986 | Kiev–Warszawa–Berlin–Prag            | 2138 km | P, 15    | Olaf Ludwig              |
| 1987 | Berlin–Prag–Warszawa                 | 1987 km | P, 14    | Uwe Ampler               |
| 1988 | Bratislava–Katowice–Berlin           | 2008 km | P, 13    | Uwe Ampler               |
| 1989 | Warszawa–Berlin–Prag                 | 1927 km | 12       | Uwe Ampler               |
| 1990 | Berlin–Slusovice–Bielsko-Biała       | 1595 km | P, 11    | Jan Svorada              |
| 1991 | Prag–Warszawa                        | 1261 km | P, 9     | Viktor Rjaksinskij       |
| 1992 | Berlin–Karpacz–Mladá Boleslav        | 1348 km | P, 9     | Steffen Wesemann         |
| 1993 | Tábor–Novy Bor                       | 1342 km | P, 9     | Jaroslav Bilek           |
| 1994 | Tábor–Trutnov                        | 1354 km | P, 9     | Jens Voigt               |
| 1995 | Česke Budějovice–Oberwiesenthal–Brno | 1379 km | P, 10    | Pavel Padrnos            |
| 1996 | Brno–Żywiec–Leipzig                  | 1703 km | P, 10    | Steffen Wesemann         |
| 1997 | Potsdam–Żywiec–Brno                  | 1629 km | P, 10    | Steffen Wesemann         |
| 1998 | Poznań–Karlovy Vary–Erfurt           | 1591 km | 10       | Uwe Ampler               |
| 1999 | Znojmo–Polkovice–Magdeburg           | 1613 km | 10       | Steffen Wesemann         |
| 2000 | Hannover–Kudowa Zdroj–Prag           | 1608 km | 10       | Piotr Wadecki            |
| 2001 | Łódź–Plzeň–Potsdam                   | 1611 km | 10       | Jakob Piil               |
| 2002 | České Budějovice–Chemnitz–Warszawa   | 1470 km | 10       | Ondřej Sosenka           |
| 2003 | Olomouc–Wałbrzych–Erfurt             | 1552 km | 9        | Steffen Wesemann         |
| 2004 | Bryssel–Wrocław–Prag                 | 1580 km | 9        | Michele Scarponi         |
| 2006 | Linz–Karlovy Vary–Hannover           | 1296 km | 8        | Giampaolo Cheula         |